# 20 kilomètres marche féminin aux Jeux olympiques d'été de 2012
Navigation
Pékin 2008 Rio 2016
L'épreuve du 20 kilomètres marche féminin aux Jeux olympiques de 2012 a eu lieu le 11 août à Londres.
Les limites de qualifications étaient de 1 h 33 min 30 s pour la limite A et de 1 h 38 min 00 s pour la limite B.

## Records
Avant cette compétition, les records dans cette discipline étaient les suivants :
| Record du monde  | 1 h 25 min 08 s | Vera Sokolova  | Russie | 26 février 2011 | Sotchi |
| Record olympique | 1 h 26 min 31 s | Olga Kaniskina | Russie | 21 août 2008    | Pékin  |

## Médaillées
| Or              | Argent   | Bronze    |
| Qieyang Shenjie | Liu Hong | Lü Xiuzhi |

## Résultats
Le classement initial est modifié ultérieurement en raison de la suspension pour dopage des Russes Elena Lashmanova, Olga Kaniskina et Elena Lashamanova.
| Rang               | Athlète                      | Nationalité        | Temps           | Notes |
| ------------------ | ---------------------------- | ------------------ | --------------- | ----- |
| DQ                 | Elena Lashmanova             | Russie             | 1 h 25 min 02 s | WR    |
| DQ                 | Olga Kaniskina               | Russie             | 1 h 25 min 09 s | SB    |
| Médaille d'or      | Qieyang Shenjie              | Chine              | 1 h 25 min 16 s | OR AR |
| Médaille d'argent  | Liu Hong                     | Chine              | 1 h 26 min 00 s |       |
| DQ                 | Anisya Kirdyapkina           | Russie             | 1 h 26 min 26 s | SB    |
| Médaille de bronze | Lü Xiuzhi                    | Chine              | 1 h 27 min 10 s |       |
| 4                  | Elisa Rigaudo                | Italie             | 1 h 27 min 36 s | SB    |
| 5                  | Beatriz Pascual              | Espagne            | 1 h 27 min 56 s | SB    |
| 6                  | Ana Cabecinha                | Portugal           | 1 h 28 min 03 s | SB    |
| 7                  | Maria Vasco                  | Espagne            | 1 h 28 min 14 s | SB    |
| 8                  | Masumi Fuchise               | Japon              | 1 h 28 min 41 s | SB    |
| 9                  | Maria Jose Poves (en)        | Espagne            | 1 h 29 min 36 s |       |
| 10                 | Olive Loughnane              | Irlande            | 1 h 29 min 39 s | SB    |
| 11                 | Eleonora Giorgi (athlétisme) | Italie             | 1 h 29 min 48 s | PB    |
| 12                 | Ines Henriques               | Portugal           | 1 h 29 min 54 s | SB    |
| 13                 | Nadiya Borovska (en)         | Ukraine            | 1 h 30 min 03 s | PB    |
| 14                 | Regan Lamble (en)            | Australie          | 1 h 30 min 08 s | PB    |
| 15                 | Mayumi Kawasaki (en)         | Japon              | 1 h 30 min 20 s | SB    |
| 16                 | Melanie Seeger               | Allemagne          | 1 h 30 min 44 s | SB    |
| 17                 | Laura Reynolds (en)          | Irlande            | 1 h 31 min 02 s | PB    |
| 18                 | Kristina Saltanovic          | Lituanie           | 1 h 31 min 04 s | SB    |
| 19                 | Agnieszka Szwarnóg           | Pologne            | 1 h 31 min 14 s |       |
| 20                 | Agnieszka Dygacz             | Pologne            | 1 h 31 min 28 s | SB    |
| 21                 | Agnese Pastare (en)          | Lettonie           | 1 h 31 min 54 s | SB    |
| 22                 | Hanna Drabenia (en)          | Biélorussie        | 1 h 31 min 58 s | PB    |
| 23                 | Brigita Virbalyte            | Lituanie           | 1 h 31 min 58 s |       |
| 24                 | Olha Iakovenko (en)          | Ukraine            | 1 h 32 min 07 s | PB    |
| 25                 | Beki Lee (en)                | Australie          | 1 h 32 min 14 s | PB    |
| 26                 | Maria Michta (en)            | États-Unis         | 1 h 32 min 27 s | PB    |
| 27                 | Monica Equihua (en)          | Mexique            | 1 h 32 min 28 s | PB    |
| 28                 | Jamy Franco                  | Guatemala          | 1 h 33 min 18 s |       |
| 29                 | Sandra Arenas                | Colombie           | 1 h 33 min 21 s |       |
| 30                 | Claudia Balderrama (en)      | Bolivie            | 1 h 33 min 28 s | PB    |
| 31                 | Ingrid Hernandez (en)        | Colombie           | 1 h 33 min 34 s | PB    |
| 32                 | Lucie Pelantova (en)         | République tchèque | 1 h 33 min 35 s |       |
| 33                 | Ngu Thi Thanh Phuc (en)      | Viêt Nam           | 1 h 33 min 36 s | NR    |
| 34                 | Kumi Otoshi (en)             | Japon              | 1 h 33 min 50 s |       |
| 35                 | Claudia Stef                 | Roumanie           | 1 h 33 min 56 s |       |
| 36                 | Neringa Aidietyte (en)       | Lituanie           | 1 h 34 min 01 s |       |
| 37                 | Yadira Guaman (en)           | Équateur           | 1 h 34 min 47 s | PB    |
| 38                 | Viktoria Madarasz            | Hongrie            | 1 h 34 min 48 s |       |
| 39                 | Ayman Kozhakhmetova (en)     | Kazakhstan         | 1 h 35 min 00 s |       |
| 40                 | Arabelly Orjuela (en)        | Colombie           | 1 h 35 min 05 s |       |
| 41                 | Despina Zapounidou (en)      | Grèce              | 1 h 35 min 19 s |       |
| 42                 | Paulina Buziak               | Pologne            | 1 h 35 min 23 s |       |
| 43                 | Mayra Herrera (en)           | Guatemala          | 1 h 35 min 33 s |       |
| DQ                 | Semiha Mutlu (en)            | Turquie            | 1 h 35 min 33 s | PB    |
| 44                 | Nastassia Yatsevich (en)     | Biélorussie        | 1 h 35 min 41 s |       |
| 45                 | Vera Santos                  | Portugal           | 1 h 35 min 51 s |       |
| DQ                 | Olena Shumkina (en)          | Ukraine            | 1 h 36 min 42 s |       |
| 46                 | Paola Pérez (athlétisme)     | Équateur           | 1 h 37 min 05 s |       |
| 47                 | Rachel Seaman (en)           | Canada             | 1 h 37 min 36 s |       |
| 48                 | Maria Czakova (en)           | Slovaquie          | 1 h 37 min 43 s |       |
| 49                 | Anne Halkivaha (en)          | Finlande           | 1 h 38 min 49 s |       |
| 50                 | Milangela Rosales (en)       | Venezuela          | 1 h 42 min 46 s |       |
| —                  | Sabine Krantz                | Allemagne          | DNF             |       |
| —                  | Sholpan Kozhakhmetova (en)   | Kazakhstan         | DNF             |       |
| —                  | Johanna Jackson (en)         | Grande-Bretagne    | DQ              |       |
| —                  | Jeon Yeongeun                | Corée du Sud       | DQ              |       |
| —                  | Mirna Ortiz                  | Guatemala          | DQ              |       |
| —                  | Claire Tallent (en)          | Australie          | DQ              |       |

## Légende
Records et Performances
- AR : Record continental (area record)
- CR : Record des championnats (championship record)
- MR : Record du meeting (meet record)
- NR : Record national (national record)
- OR : Record olympique (olympic record)
- PR : Record paralympique (paralympic record)
- PB : Record personnel (personal best)
- SB : Meilleure performance personnelle de la saison (season's best)
- WL : Meilleure performance mondiale de l'année (world leader)
- WJR : Record du monde junior (world junior record)
- WR : Record du monde (world record)

Circonstances et Conditions
- DNF : N'a pas terminé (did not finish)
- DNS : N'a pas pris le départ (did not start)
- DQ : Disqualification (disqualification)
- NM : Aucun essai valable enregistré (No Mark)
- Q : Qualifié « directement » au prochain tour (ou à la prochaine compétition), lors d'une compétition majeure, grâce au classement ou à la réalisation des minima (automatic qualifier)
- q : Qualifié au prochain tour (ou à la prochaine compétition), lors d'une compétition majeure, grâce au repêchage ou à la réalisation de l'une des meilleures performances parmi celles des « non qualifiés directement » (grâce au meilleur temps ou à la meilleure distance par exemple) (secondary qualifier)